# Пан'європейський коридор X
Пан'європейський коридор Х (англ. Pan-European Corridor X) — міжнародний транспортний коридор між містами Зальцбург і Салоніки. Проходить територією Австрії, Словенії, Хорватії, Сербії, Північної Македонії та Греції. Має чотири відгалуження: коридор Xa, коридор Xb, коридор Xc і коридор Xd.
На підтримку вдосконалення інфраструктури вздовж коридору X надав позику Європейський банк реконструкції та розвитку.